# Campeonato Carioca 1929
In 1929 werd het 24ste Campeonato Carioca gespeeld voor voetbalclubs uit de toen nog Braziliaanse hoofdstad Rio de Janeiro. De competitie werd gespeeld van 7 april tot 24 november. Vasco da Gama werd kampioen.

## Eindstand
| Plaats | Club             | Wed. | W  | G | V  | Saldo | Ptn. |
| ------ | ---------------- | ---- | -- | - | -- | ----- | ---- |
| 1.     | Vasco da Gama    | 20   | 14 | 5 | 1  | 54:23 | 33   |
| 2.     | America          | 20   | 15 | 3 | 2  | 66:21 | 33   |
| 3.     | São Cristóvão AC | 20   | 9  | 8 | 3  | 40:29 | 26   |
| 4.     | Fluminense       | 20   | 11 | 3 | 6  | 35:23 | 25   |
| 4.     | Bangu            | 20   | 10 | 5 | 5  | 45:34 | 25   |
| 6.     | Botafogo         | 20   | 8  | 4 | 8  | 55:54 | 20   |
| 7.     | Bonsucesso       | 20   | 5  | 5 | 10 | 34:55 | 15   |
| 8.     | Andarahy         | 20   | 5  | 4 | 11 | 36:54 | 14   |
| 9.     | Syrio e Libanez  | 20   | 5  | 3 | 12 | 40:50 | 13   |
| 10.    | Flamengo         | 20   | 4  | 4 | 12 | 26:42 | 12   |
| 11.    | Brasil           | 20   | 1  | 2 | 17 | 20:66 | 4    |

|  | Play-off |

## Play-off
|                              |               |       |         |                        |
| 10 november Eerste wedstrijd | Vasco da Gama | 0 – 0 | America | Estádio de Laranjeiras |
| 10 november Eerste wedstrijd |               |       |         | Estádio de Laranjeiras |

|                              |               |       |            |                        |
| 15 november Tweede wedstrijd | Vasco da Gama | 1 – 1 | America    | Estádio de Laranjeiras |
| 15 november Tweede wedstrijd | Russinho      |       | Oswaldinho | Estádio de Laranjeiras |

|                             |                                   |       |         |                        |
| 24 november Derde wedstrijd | Vasco da Gama                     | 5 – 0 | America | Estádio de Laranjeiras |
| 24 november Derde wedstrijd | Russinho , Mário Mattos Sant'Anna |       |         | Estádio de Laranjeiras |

### Kampioen
| Campeonato Carioca de 1929        |
| Rio de Janeiro                    |
| --------------------------------- |
| VASCO DA GAMA Kampioen (3° titel) |